# Lesbonaks z Mityleny
Lesbonaks z Mityleny (II wiek n.e.) – grecki filozof – sofista. Znane są trzy fikcyjne mowy (deklamacje) autorstwa Lesbonaksa, w których zachęca on Ateńczyków do dzielnej walki przeciw Sparcie i Tebom: Politikos, Protreptikos protos i Protreptikos deuteros. Inne dzieło Lesbonaksa z Mityleny nosi nazwę: Erotikaj epistolaj (Listy miłosne).